# Yamashita Keita
Keita Yamashita (sinh ngày 13 tháng 3 năm 1996) là một cầu thủ bóng đá người Nhật Bản.

## Sự nghiệp câu lạc bộ
Keita Yamashita đã từng chơi cho Renofa Yamaguchi FC.